# Stefansson Island
Stefansson Island är en ö i Kanada.   Den ligger i territoriet Nunavut, i den norra delen av landet, 3 500 km nordväst om huvudstaden Ottawa. Ön har en yta på 4 463 km²
Trakten runt Stefansson Island är permanent täckt av is och snö. Trakten runt Stefansson Island är nära nog obefolkad, med mindre än två invånare per kvadratkilometer.